# Aoi Sekai no Chūshin de
Aoi Sekai no Chūshin de (蒼い世界の中心で lit. La Guerra Mundial azul?) es una serie de manga de fantasía escrita por Anastasia Shestakova e ilustrada por Crimson. La serie esta re-imaginando la "Guerra de consolas" representando personajes inspirados por videojuegos. Una adaptación a anime por 5th Avenue empezó a emitirse en Japón el 20 de octubre de 2012.

## Argumento
Una re-imaginación de la "Guerra de consolas", las series cuenta la historia de dos reinos, el Reino de Segua y el Imperio Ninteldo, cerrado por una lucha por el dominio sobre la Tierra Consume. Después de años de guerra, el Reino de Segua esta en la defensiva hasta que un joven llamado Gear aparece enseñando su increíble velocidad. Gear vivía en el bosque con Nel y su hermano Til después de que el padre de Gear (El general Alex) se fuera a la guerra, pero después de que los soldados de Ninteldo asesinaran a Til, Gear decide no esconderse más y servirle al reino de Segua. Al principio, Opal, la segunda persona más capacitada de Segua y arquera profesional, cree que Gear alardea de su poder e incluso lo reta a un duelo, resultando a Gear como victorioso.

## Personajes

### Reino Segua
Gear (ギア Gia?)
Voz por: Nobuhiko Okamoto
Un joven hombre perteneciente a la villa Marcthree que posee una velocidad increíble. Cuando era un niño, su padre lo dejó para pelear en la guerra; seguido con la muerte de su amigo Tial, el también se recluta en la Armada de Segua con el fin de obtener venganza en contra el Imperio Ninteldo. Su padre es conocido como el General Alex, el asesino más fuerte de Segua.
Nel (ネル Neru?)
Voz por: Suzuko Mimori
Una joven chica orejas puntiagudas quien es la amiga de infancia de Gear. Después que sus padres fueran asesinados en la masacre Marcthree, se unió a Gear y Tial. Ella piensa que Gear es su hermano mayor.
Til (ティル Tiru?)
Voz por: Kōki Uchiyama
El mejor amigo de Gear quien fue asesinado por solados de Ninteldo, incitando a Gear de obtener venganza.
Opal (オパール Opāru?)
Voz por: Izumi Kitta
Una arquera que es la segunda más fuerte en las Fuerzas Especiales de Segua. Se enorgullece de sí misma por nunca perder con sus flechas. Ella empieza a enamorarse de Gear después de que le enseñara su verdadera fuerza y naturaleza.
Ramses (ラムセス Ramusesu?)
Voz por: Yukiko Monden
General lugarteniente de la Armada Segua.

### Imperio Ninteldo
Marcus (マルクス Marukusu?)
Voz por: Atsushi Ono
El general bigotudo del Imperio Ninteldo, quien ayudó a ganar el control del 90% de Consume. Ocasionalmente se le ve montado en un dinosaurio verde llamado Yozu.
Zelig (ゼリグ Zerige?)
Voz por: Takehito Koyasu
Uno de los mejores soldados del Imperio Ninteldo.
Guliji (グリージ Guriji?)
El hermano menor de Marcus y el comandante en la Armada de Ninteldo

### Otras naciones
Tejirov (テジロフ Tejirof?)
Voz por: Hiro Shimono
Un mercenario de la isla del Lorgue quien fue un estudiante de Ramses en la academia Puzzle. Él es capaz de te producir barreras mágicas y tiene una tendencia a hacer varios chistes malos. 

## Media

### Manga
El manga original está escrito por Anastasia Shestakova e ilustrado por Crimson, empezó a publicarse en el servicio móvil Red Road de 2007. Nueve volúmenes Tankōbon fueron publicados también en 2012. Seven Seas Entertainment licencio la serie para publicarla en Norteamérica. El primer volumen fue publicado en el verano de 2013

### Anime
Una adaptación a anime fue producida por 5th Avenue. El primer episodio fue emitido en Tokyo MX el 20 de octubre del 2012, simultáneamente por Crunchyroll.
El tema de apertura es "Retrospective world" por Hiro Shimono y Nobuhiko Okamoto, mientras que el tema de cierre es "0 and 1's Flowers" (0と1の花 Zero to Ichi no Hana) por Izumi Kitta y Suzuko Mimori.